# Drogiszka-Tartak
Drogiszka-Tartak – zniesiona nazwa części wsi Drogiszka w Polsce położona w województwie mazowieckim, w powiecie mławskim, w gminie Strzegowo.
Nazwa z nadanym identyfikatorem SIMC występuje w zestawieniach archiwalnych TERYT z 1999 roku.
Nazwa istniała do 2010 r., została zniesiona.
W latach 1975–1998 miejscowość należała administracyjnie do województwa ciechanowskiego.